# Municipio de Grästorp
El municipio de Grästorp (en sueco: Grästorps kommun) es un municipio en la provincia de Västra Götaland, al suroeste de Suecia. Su sede se encuentra en la localidad de Grästorp. El municipio se creó en 1952 cuando la ciudad de mercado (köping) de Grästorp se fusionó con doce municipios circundantes (entre ellos Tengene).

## Geografía
El municipio se encuentra en la parte noroeste de la provincia de Västergötland, en la costa sur del lago Vänern. Limita con los municipios de Lidköping al noreste, Vara al este, Essunga al sur, Trollhättan al oeste y con Vänersborg al noroeste.

## Localidades
Solo hay 1 área urbana (tätort) en el municipio:
| # | Tätort   | Población |
| - | -------- | --------- |
| 1 | Grästorp | 2999      |